# مونتون
بلدية مونتون (بالإسبانية: Montón) هي بلدية تقع في مقاطعة سرقسطة التابعة لمنطقة أراغون شمال شرق إسبانيا.

## الديموغرافيا
بلغ عدد سكان بلدية مونتون 136 نسمة عام 2011 (وفقاً للمعهد الوطني الإسباني للإحصاء).
| 140 | 144 | 132 | 148 | 123 | 129 | 136 |